# Юга-Матті Рясянен
Юга-Матті Рясянен (фін. Juha-Matti Räsänen, нар. 19 травня 1974, Куопіо, Фінляндія) — колишній фінський стронгмен.
Силові тренування розпочав у 1995 році, а вже за рік почав змагатися як аматор. У 2000 році переходить в стан професіоналів.
У 2001 та 2002 роках змагався за звання Найсильнішої Людини Світу, в підсумку посівши 9-те та 6-те місця відповідно.
У 2002 та 2003 роках завойовував звання Найсильнішої Людини Фінляндії. 
У липні 2006 року в Іспанії встановив рекорд, який був занесений до Книги Рекордів Гіннеса: він пожбурив людину вагою 60 кілограмів на відстань 5 метрів 40 сантиметрів.